# Vapenför

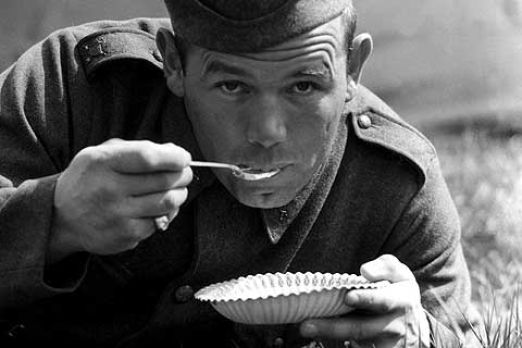
Ingemar Johansson äter ärtsoppa i filmen För tapperhet i tält (1965), en svensk militärfars. Johansson spelar "malaj" och ger tillsammans med de andra på kompaniet sina befäl gråa hår.

Vapenför kallas den, som vid mönstring till militärtjänstgöring anses duglig som soldat. 
Plattfot och andra mindre, fysiska avvikelser var tidigare ett hinder för godkännande. Den mönstrande kunde då tas ut till så kallad handräckningstjänst. Nedlåtande kallades en sådan värnpliktig ”malaj”. 
I filmen Kronans kavaljerer från 1930 återfinns melodin ”En stackars fattig malaj” eller "Malajens klagan", skriven av Jack Johnsson (pseudonym för Jules Sylvain) och Valdemar Dalquist.